# Blagoweschtschenka (Kirgisistan)
Blagowetschtschenka (russisch und kirgisisch Благовещенка) ist ein Dorf im Oblus Dschalal-Abad, Kirgisistan.

## Geographie
Das Dorf liegt am Fluss Kökart gegenüber der Stadt Dschalal-Abad. Administrativ gehört es zur Landgemeinde Susak im Rajon Susak.

## Geschichte
Das Dorf wurde 1897 gegründet.

## Bevölkerung
| Jahr | Einwohner |
| ---- | --------- |
| 2002 | 3086      |
| 2009 | 4235      |
| 2021 | 5848      |

## Infrastruktur
Im Ort gibt es zwei Sekundarschulen.